# Kathleen Howard
Kathleen Howard, född 27 juli 1884 i Clifton Hill i Niagara Falls i Ontario, Kanada, död 15 april 1956 i Hollywood, Los Angeles, Kalifornien, var en kanadensisk skådespelare, operasångerska och tidningsredaktör. Howard var under det tidiga 1900-talet verksam som operasångerska innan hon 1918 blev redaktör för modemagasinet Harper's Bazaar. Hon blev sedan skådespelare i Hollywoodfilm under 1930-talet och 1940-talet och medverkade bland annat i flera av W.C. Fields filmer.

## Filmografi, urval
- 1934 – Döden tar semester
- 1934 – Äkta man på vift
- 1934 – Löjliga familjen
- 1935 – Man on the Flying Trapeze
- 1939 – Eld och lågor
- 1939 – Envis som synden (ej krediterad)
- 1941 – Blommor i skugga
- 1941 – Jag stannar över natten
- 1942 – Ja, se fruntimmer!
- 1942 – Bröllop i Buenos Aires (ej krediterad)
- 1942 – Snabb karriär garanteras (ej krediterad)
- 1943 – Rivalerna (ej krediterad)
- 1944 – Laura (ej krediterad)
- 1948 – Ond stad (ej krediterad)
- 1950 – Dålig flicka